# Solověj-Razbojnik

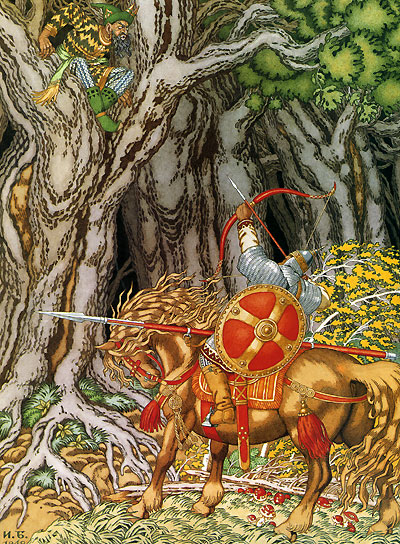
Ilja Muromec a Slavík loupežník, Ivan Bilibin.

Solověj Razbojnik (česky se překládá jako Slavík Loupežník) je démonická bytost vystupující v ruských bylinách. Slavík loupežník je tvor s lidskými i ptačími rysy, který v lese napadá pocestné a je schopen zabíjet silným hvizdem.
V bylině Ilja Muromec a Slavík Loupežník jede bohatýr Ilja z Černigova do Kyjeva a u řeky Černigovky se dostane do blízkosti Slavíkova hnízda, Slavík se ho pokusí zabít hvizdem, ale Ilja je rychlejší a zraní ho šípem. Potom ho odveze jako zajatce do Kyjeva ke knížeti Vladimírovi.

## Zobrazení
- Vladimir Toropchin animovaný film, Ilja Muromec a Slavík loupežník, 7. července, 2007.
- Alexandr Ptuško, 1956, film Ilja Muromec.